# Antoine Stinco
Antoine Stinco, né à Tunis le 9 janvier 1934 et mort à Paris le 14 février 2023, est un architecte français. Il étudie à l'École nationale supérieure des beaux-arts à Paris.

## Biographie
Avec son cabinet, il est spécialisé dans la construction ou l'aménagement de musées et de salles de spectacle :
- Rénovation de la Galerie nationale du Jeu de Paume à Paris en 1987[3],
- Aménagement des nouveaux locaux de l'École du Louvre, aile de Flore, palais du Louvre, à Paris en 1998.
- Espace d’art moderne et contemporain de Toulouse, Les Abattoirs, de 1997 à 2000. Lauréat avec Rémi Papillault du concours international pour la création d'un Espace d'art moderne et contemporain, le 16 décembre 1995.
- Maison de la culture MC2 de Grenoble en 2004[3],
- Rénovation de l'ancien collège Sainte-Barbe, devenu Bibliothèque Sainte-Barbe à Paris en 2009,
- Théâtre national de Bretagne à Rennes en 2008[4],
- musée des Beaux-Arts d'Angers en 2004,
- aménagement des nouveaux locaux du musée du Pays Châtillonnais à Châtillon-sur-Seine en 2009[5].